# Sarkadi Leó
Sarkadi Leó (Budapest, 1879. május 24. – New York, 1947. március 24.) író és festőművész.

## Életpálya
Sarkadi Budapesten született középosztálybeli zsidó család második gyermekeként. Szülei: Schuller Vilmos és Ungar Katalin. Bátyja a híres komikus, színész Sarkadi Aladár, öccse pedig Sarkadi Emil, ragyogó tehetségű festő volt. Sarkadi Leó két művészeti ágban kamatoztatta tehetségét: az írásban és a festészetben. Fiatalabb korában két darabjával aratott Londonban feltűnést keltő sikereket. Később írt darabjai és regényei azonban már nem hoztak számára akkora elismerést. Az első világháború kitörése után költözött az Egyesült Államokba, ahol egy ideig Pogány Willy festőművész és grafikus műtermeit vezette, majd 1930 körül maga önálló munkába fogott, festeni kezdett. Neoimpresszionista festőnek tartották. Olaj- és vízfestményeket, szénrajzokat és metszeteket alkotott, kiállításokat rendezett. Egyik rézmetszete a Brooklyn Múzeumban volt kiállítva. Képei misztikusak és szimbolikusak.

## Megjelent művei
- Within four walls (dráma)  - kiadás éve 1908 (reprint 2012)
- Children at play (dráma) - kiadás éve 1908 (reprint 2012)